# (3579) Rockholt
(3579) Rockholt est un astéroïde de la ceinture principale.

## Description
(3579) Rockholt est un astéroïde de la ceinture principale. Il fut découvert le 18 décembre 1977 à Piszkesteto par Miklós Lovas. Il présente une orbite caractérisée par un demi-grand axe de 2,73 UA, une excentricité de 0,36 et une inclinaison de 31,1° par rapport à l'écliptique.

## Compléments